# نبرة الشاطئ
نوع شائع في أقصى شمال سهول التندرة في أوراسيا،والجبال الجنوبية الشرقية من أوروبا،والجبال الداخلية من آسيا في الأعالي حيث يشابه المناخ مناخ التندرة القطبية.أماكن التكاثر شمال أفريقيا وسوريا حيث الجفاف والدفء، ويتوقع البعض انقراض هذه السلالة الصحراوية، يقطن أيضاً في صحارى وسهول وحقول أمريكا الشمالية،من التندرة حتى مكسيكو غرباً ووسط ولاية الأطلسي شرقاً، اللون بني،الجبهة والحنجرة صفراوان، هناك خط أسود على الجبهة،وبقعة سوداء على الصدر وكذلك على الوجنتين.والأنثى أعتم لوناً.
المصدر: موسوعة الطيور المصورة.